# Dům čp. 296 (Štramberk)
Dům čp. 296 stojí na ulici Horní Bašta ve Štramberku v okrese Nový Jičín. Roubený dům byl postaven na počátku 19. století. Byl zapsán do Ústředního seznamu kulturních památek ČR před rokem 1988 a je součástí městské památkové rezervace.

## Historie
Podle urbáře z roku 1558 bylo na náměstí postaveno původně 22 domů s dřevěným podloubím, kterým bylo přiznáno šenkovní právo, a sedm usedlých na předměstí. Uprostřed náměstí stál pivovar. V roce 1614 je uváděno 28 hospodářů, fara, kostel, škola a za hradbami 19 domů. Za panování jezuitů bylo v roce 1656 uváděno 53 domů. První zděný dům čp. 10 byl postaven na náměstí v roce 1799. V roce 1855 postihl Štramberk požár, při němž shořelo na 40 domů a dvě stodoly. V třicátých letech 19. století stálo nedaleko náměstí ještě dvanáct dřevěných domů.
Původní roubený dům čp. 296 byl postaven na počátku 19. století, je vsazen do svahu v ulici Horní Bašta. Dům byl v 20. a 21. století upravován. Byla přistavěna po stranách roubenky zděná křídla a na jádro roubenky posazena přesahující nástavba s novou polovalbovou střechou s podlomenicí v patě štítu. Je zachováno historické jádro stavby. Objekt je součástí původní předměstské zástavby ve Štramberku.

## Stavební podoba
Dům je přízemní roubená stavba na obdélném půdorysu, je orientovaná štítovou stranou do ulice. Dispozice je dvojdílná, kterou tvoří velká jizba a síň. Stavba je roubená z kuláčů, v průčelí z tesaných trámů. Je postavena na vysoké omítané kamenné podezdívce, která vyrovnává svahovou nerovnost. V podezdívce pod štítovým průčelím je vchod do původních klenutých sklepů. Uliční průčelí má dvě okna. Štít je trojúhelníkový svisle bedněný se dvěma okny, polovalbou ve vrcholu a podlomenicí v patě štítu. Sedlová střecha s polovalbou je krytá eternitem.